# Korczak en de kinderen
Korczak en de kinderen is een hoorspel naar het toneelstuk Korczak und die Kinder (1957) van Erwin Sylvanus. Het werd op 11 februari 1959 door de Bayerischer Rundfunk uitgezonden. De VARA bracht het op zaterdag 14 oktober 1961. De bewerking was van S. de Vries jr., die ook regisseerde. Het hoorspel duurde 63 minuten.

## Rolbezetting
- Louis de Bree
- Els Buitendijk
- Johan Wolder
- Paul van der Lek
- Joke Hagelen (een kind)

## Inhoud
Dr. Janusz Korczak, de leider van een joods wezenhuis in Warschau, ontvangt het bevel zijn tehuis te sluiten. De SS-officier, die het marsbevel overbrengt, geeft te kennen dat de kinderen naar een vernietigingskamp zullen gebracht worden. Wanneer Korczak, die door de kinderen blindelings gevolgd wordt, hen onopvallend naar het kamp leidt, zal men hem vrijlaten. Korczak wijst dit van de hand. Hij begeleidt de kinderen op hun weg tot in de dood…